# Nicolas-Étienne Edelinck
Pour les autres membres des familles, voir Edelinck.
Nicolas-Étienne Edelinck, né le 9 avril 1681 et mort le 11 mai 1767 à Paris, est un graveur membre d'une famille de graveurs flamande partie travailler à Paris.

## Biographie
Né le 9 avril 1681 à Paris, il est le huitième fils de Gérard Edelinck qui le prend comme élève mais rapidement il l’envoie poursuivre sa formation à Venise, où il se lie d'amitié avec Nicolas Vleughels. Malgré cet avantage, son talent reste médiocre et selon Mariette, « une indolence impardonnable l'a empêché d'exercer un art pour lequel il avait d'heureuses dispositions. »
Il est le conseiller de Pierre-Philippe Choffard.
Il meurt à Paris le 11 mai 1767.

## Œuvre
Edelinck grave quelques portraits dont celui de son père et quelques plaques pour la collection Crozat. Parmi ceux-ci se trouvent:
- Gérard Edelinck d'après Tortebat
- Philippe d'Orléans, Régent de France d'après Jean Ranc
- Adrien Baillet, biographe de Descartes
- John Dryden d'après Godfrey Kneller
- La Vierge à l'enfant d'après Le Corrège
- Vertumne et Pomone d'après Jean Ranc
- Portrait de Jacques de Tourreil, burin et eau-forte, d'après Benois
- Portrait d'un jeune homme (10), burin et eau-forte, d'après Raphaël
- Portrait (11), burin et eau-forte, d'après Raphaël
- Portrait du Cardinal Jules de Médicis (12), burin et eau-forte, d'après Raphaël
- Portrait du Comte Balthasar Castiglione (13), burin et eau-forte, d'après Raphaël[5]

Quelques gravures de Nicolas-Étienne Edelinck
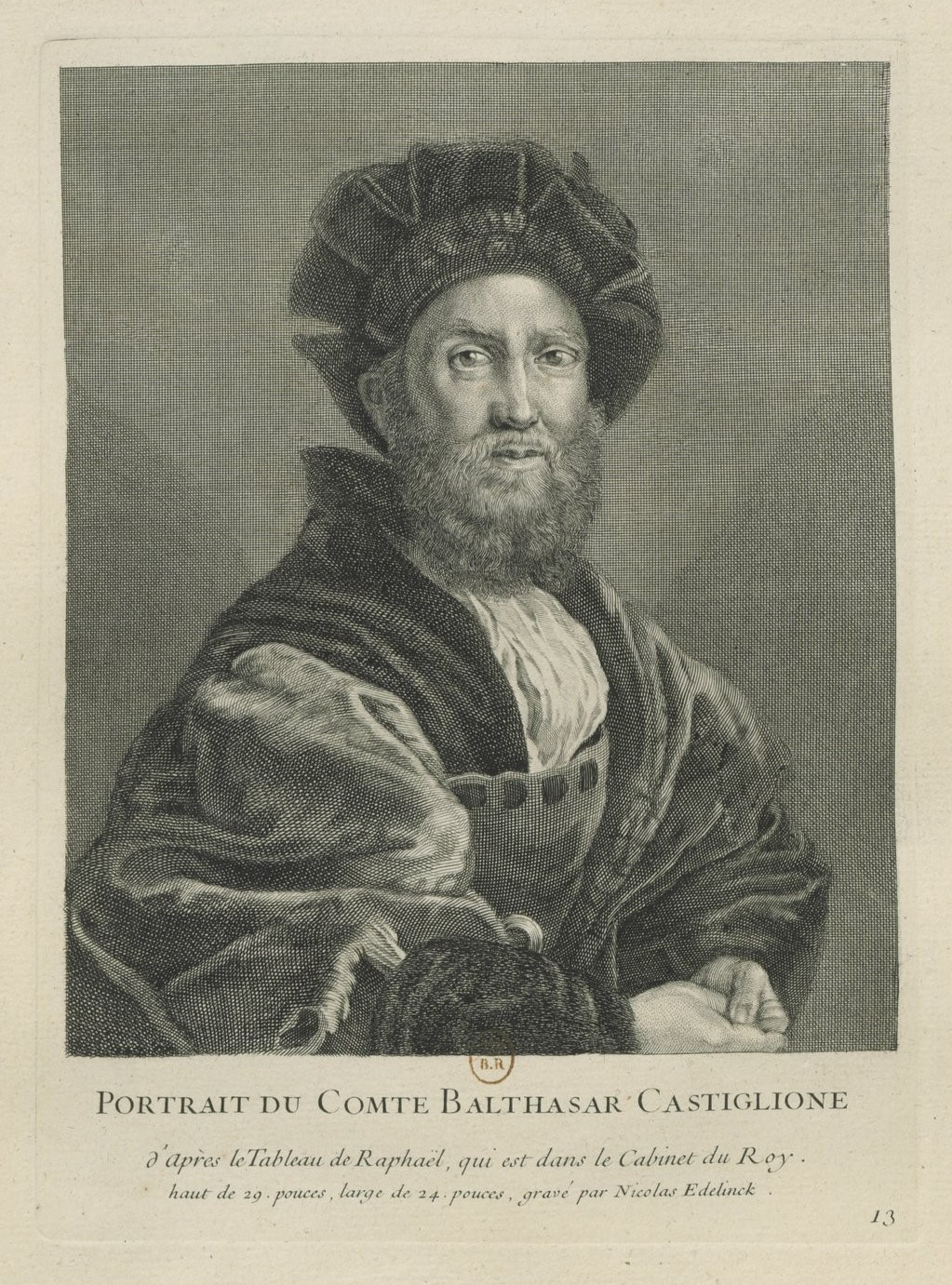
Comte Balthasar Castiglione d'après Raphaël
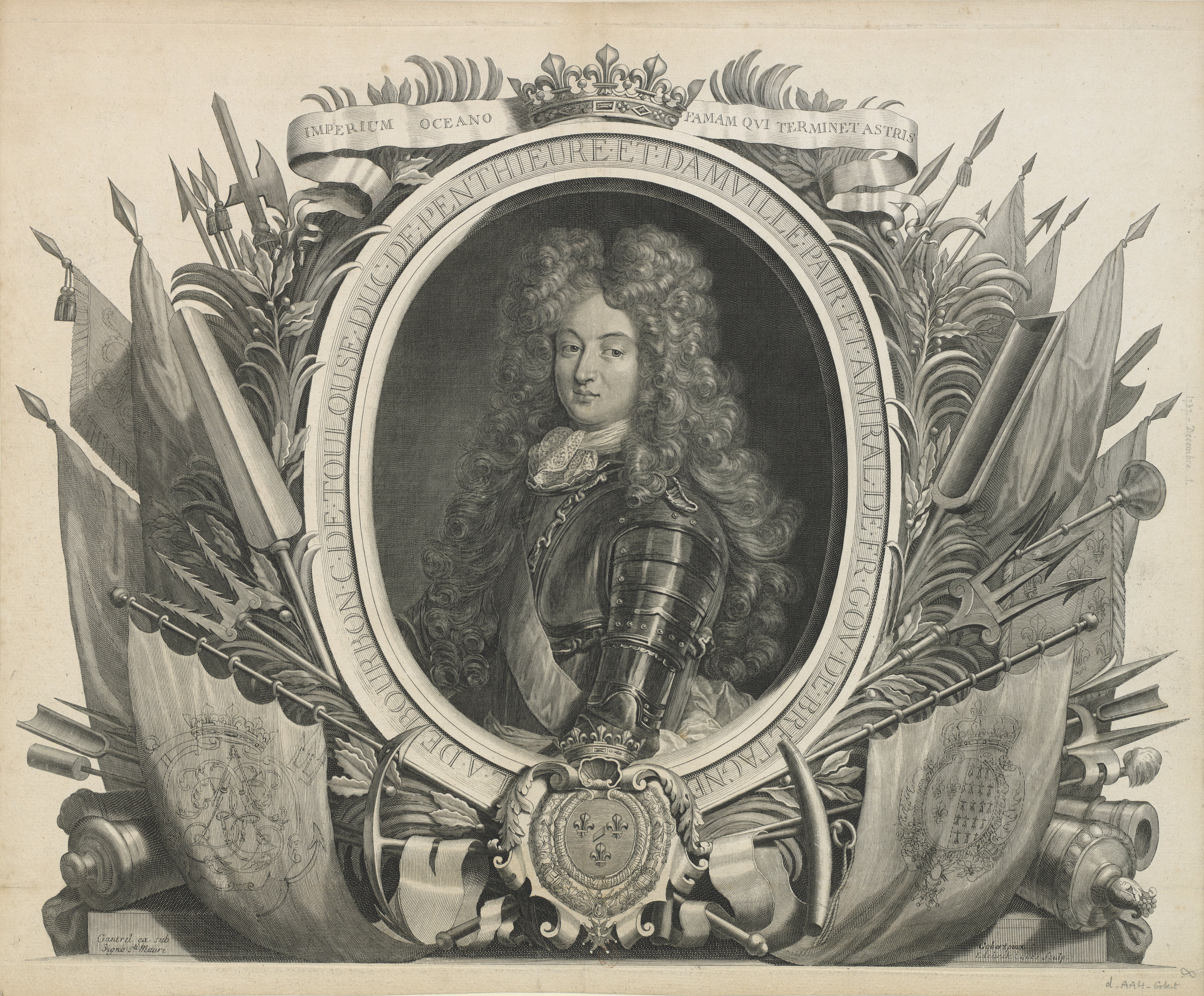
Louis-Alexandre de Bourbon
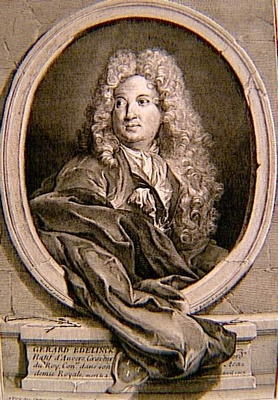
Portrait de Gérard Edelinck
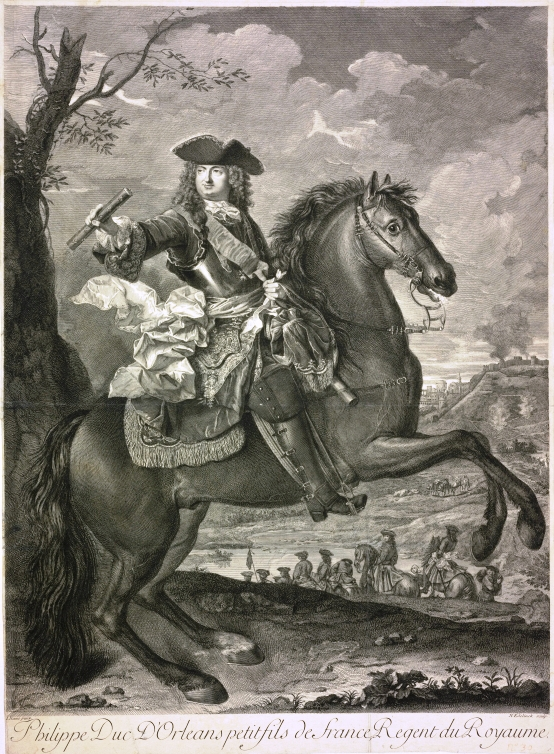
Philippe de Bourbon duc d'Orléans
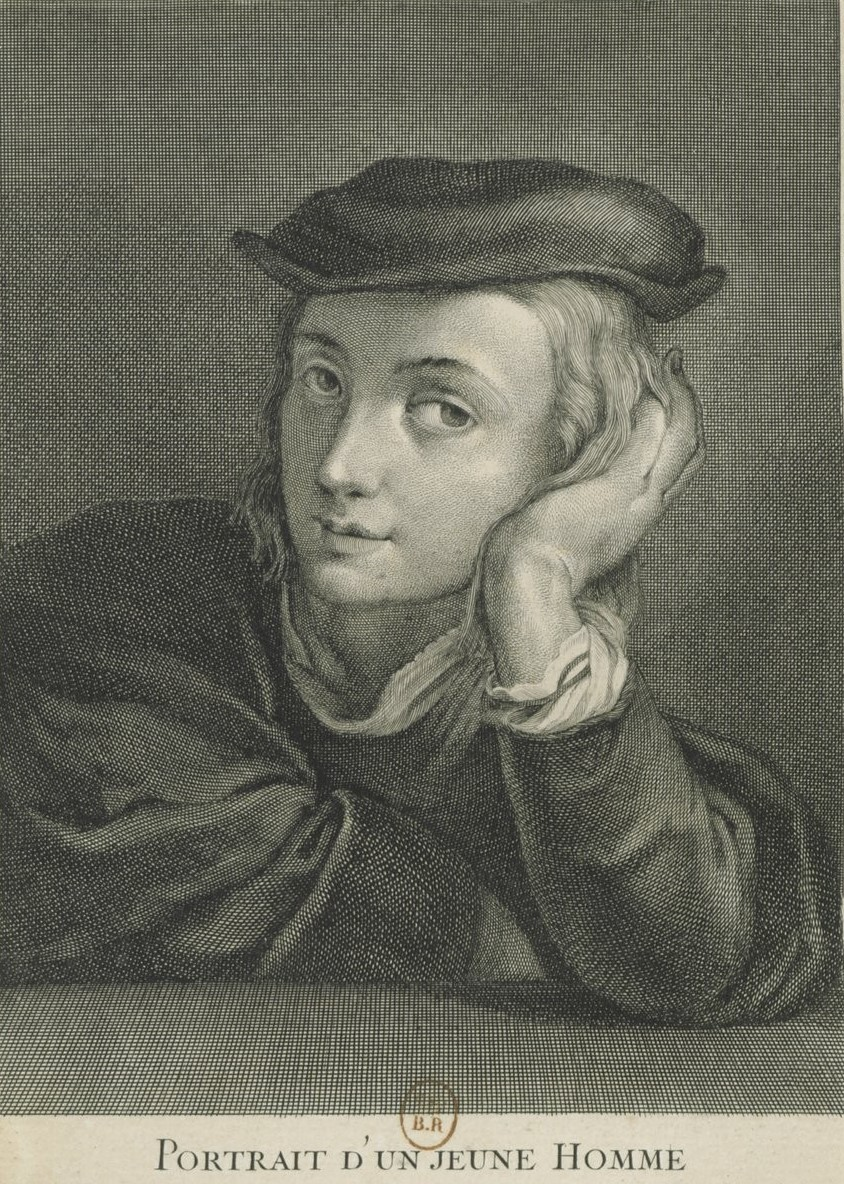
Portrait d'un jeune homme d'après Raphaël